# Shower (singolo)
Shower è un singolo della cantante statunitense Becky G, pubblicato il 23 aprile 2014 dalla Kemosabe e dalla RCA Records.
La canzone è stata scritta da Becky G, Dr. Luke, Cirkut e i Rock City ed è stata prodotta da Dr. Luke e Cirkut. Fino ad oggi, è l'unica hit di Becky G ad aver raggiunto la top 20 negli Stati Uniti. Il remix ufficiale è in collaborazione con il rapper americano Tyga.

## Descrizione
Il singolo è stato reso disponibile per il download digitale a partire dal 23 aprile 2014. L'audio del brano è stato pubblicato su YouTube e Vevo lo stesso giorno.
Musicalmente, Shower è un brano teen pop e pop rap. Il testo della canzone è una "ode spontanea al primo amore". La cantante ha affermato durante un'intervista: "Tutti possono immedesimarsi nella canzone, anche se non capisci le parole."

## Video musicale
Il video è stato pubblicato il 30 giugno 2014 su VEVO ed è stato caricato su YouTube il giorno seguente. Presenta un cameo del rapper americano T. Mills. Becky ha spiegato il concept del video: "Volevamo catturare i momenti in cui mi sentivo bene, e quando mi sento bene sono in giro con gli amici o con quella persona speciale. In pratica è una festa ..." Ad aprile 2018, il video musicale ha oltre 328 milioni di visualizzazioni su YouTube.

## Accoglienza
BuzzFeed ha definito la canzone come una Call Me Maybe del 2014, affermando ''è piuttosto terribile e l'amerai". Maximum Pop! ha paragonato il singolo alla precedente collaborazione di Becky G con Cher Lloyd, descrivendolo come "una futura hit pop".

## Performance commerciale
Il brano ha debuttato alla ottantesima posizione della Billboard Hot 100 prima di raggiungere la sedicesima posizione. Ha raggiunto la top 10 in nove Paesi e la top 20 in sei.

## Classifiche
| Classifica (2014) | Posizione massima |
| ----------------- | ----------------- |
| Australia         | 11                |
| Austria           | 59                |
| Belgio (Fiandre)  | 14                |
| Belgio (Vallonia) | 33                |
| Canada            | 38                |
| Finlandia         | 28                |
| Francia           | 155               |
| Germania          | 42                |
| India             | 12                |
| Irlanda           | 45                |
| Norvegia          | 6                 |
| Nuova Zelanda     | 27                |
| Paesi Bassi       | 9                 |
| Portogallo        | 40                |
| Regno Unito       | 80                |
| Spagna            | 37                |
| Stati Uniti       | 16                |
| Svezia            | 11                |